# 爵士乐队
爵士乐队（英語：Jazz band），是指演奏爵士音乐的乐队，又称为爵士乐团或爵士组合。尽管不同爵士乐队成员个数不一，演奏音乐风格各异，但一般爵士乐队都可分为节奏组和管乐组两部分。
一支爵士乐队的规模与其演奏的爵士乐类型和演奏场地密切相关。小型爵士乐队又称为爵士组合（combo），一般由三到七名乐手组成，演奏地点在夜总会及其他小型场地，而大型乐队则一般在舞厅等大型场合表演。
爵士乐队规模不一，有大型乐队，也有爵士三重奏或四重奏等小乐团。一支爵士三重奏由钢琴手，低音提琴手和鼓手组成。有的爵士乐队有歌手，而有的爵士乐队则是纯乐器乐队。爵士乐队一般有一名领班。在规模较大的爵士乐队中，一种乐器往往由多人演奏。
自从爵士乐诞生以来，爵士演奏家们对音乐的个性阐释和即兴演奏，大大丰富了爵士音乐风格，爵士乐队和作品也不断推陈出新。这也是爵士乐吸引大批听众的魅力所在。

## 合奏类型

### 小型爵士乐团
由三到四名乐手组成小型爵士乐队一般称为爵士乐团（combos），在小型夜总会等场地表演。当今的爵士乐队中往往少不了声贝斯，一般由声贝斯与其他乐器组成。小型爵士乐团常常凭对乐曲的记忆进行表演。由于其即兴创作的特点，每一场演出都具有独特性。

#### 三重奏
爵士三重奏有几种类型，一种三重奏由钢琴手、低音提琴手和鼓手组成。另一种爵士三重奏称为风琴三重奏，20世纪50至60年代开始流行。风琴三重奏由哈蒙德风琴手、鼓手及第三名乐手（通常是萨克斯管手或爵士电吉他手）组成。在风琴三重奏中，哈蒙德风琴手可同时一边低音风琴踏板演奏低音线条，一边在键盘上弹奏和声或领奏旋律。有的爵士三重奏没有鼓手，而由钢琴手、低音提琴手和号手（如萨克斯管手或小号手）或吉他手组成；有的爵士三重奏则由号手（如萨克斯管手或小号手）、低音提琴手和鼓手组成。由于后者没有弦乐器的参与，和声的变化则由号手和低音大提琴手的即兴旋律线来承担。

#### 四重奏
爵士四重奏一般是在爵士三重奏的基础上增加了管乐器（即爵士乐中出现的萨克斯管、长号、小号及其他管乐器或低音乐器等的通称）。与之相比更大一点的爵士乐队，如五重奏，六重奏等，往往又添加了其它独奏乐器，如各式萨克斯管（中音萨克斯、次中音萨克斯等）或其它可以演奏和弦的乐器。

### 大型爵士乐队
爵士乐团的布阵根据其音乐演奏风格各异。1920年代的迪克西兰爵士乐队（Dixieland Jazz）中，一支大型乐团由基本乐器加上班卓琴、木管乐器、单簧管和其它管乐（如萨克斯管、小号、长号等）组成。1940年代的摇摆大乐队（Swing Big Band）则增加了其它声部，如萨克斯、小号声部，演奏专门的管乐声部。1970年代的融合爵士乐队（Jazz Fusion Ensemble）中，一支大型爵士乐团除了独奏乐器外，还添加了打击乐，而萨克斯演奏家们还可能是“多面手”，在单簧管、长笛等乐器的演奏上也十分出色。

## 乐器
节奏组由打击乐、低音提琴或低音吉他组成。这些乐器中，往往一种或多种乐器还可以负责和弦部分，如钢琴、吉他、哈蒙德风琴或颤音琴等。标准的节奏组里包括钢琴、低音提琴和鼓，在大型爵士乐团和部分小型乐队中还会增加吉他。摇摆时代的部分大型爵士乐队还会额外增加一架钢琴、手风琴和班卓琴。
管乐组包括木管组和铜管组，演奏乐曲主旋律和主伴奏声部。标准小型爵士乐队只有一支小号，一到两支萨克斯管或长号，而大型乐团的管乐组一般有四到五支小号、五到六支木管乐器（如萨克斯管）和三到四支长号。

### 节奏组

#### 班卓琴
班卓琴在最早期的爵士乐队中就已经出现了。Frank Duson是最早（1917年）使用班卓琴的爵士乐手，但Laurence Marrero称班卓琴在1915年就已开始流行。班卓琴中较为常见的有拨子班卓琴，高音班卓琴和提琴班卓琴。后来，四弦高音班卓琴由于其如鼓的琴身结构使琴声较之木吉他更为响亮，成为了早期爵士乐队中最常用的一种班卓琴，在唱片录制中也很流行。

#### 贝斯
早期爵士音乐中的贝斯指的是原音贝斯（即低音提琴）或低音吉他，在乐队中充当即兴伴奏和独奏的角色。早在1890年代，乐手们就在爵士乐中加入低音提琴演奏低音行进线条。从1920年代及1930年代的摇摆（Swing）和大乐队（Big band）时代，到鲍勃爵士（Bebop）和硬波普爵士（Hard Bop），再到1960年代“自由爵士”（free jazz）运动，都可欣赏到低音提琴如木音一般低沉、浑厚而美妙的音色。到了1950年代早期，部分爵士乐手开始使用电贝斯吉他代替低音提琴。许多爵士贝斯手或精通低音提琴，或精通电贝斯。

#### 鼓
爵士鼓，通常指架子鼓，是打击乐艺术的一种，出现在1910年代迪克西兰爵士，1970年代爵士摇滚，1980年代拉丁爵士等现代爵士乐中。爵士鼓的演奏风格经它的起源地新奥尔良及美国、加勒比海和非洲等其它地区影响而不断更新。此外，由于爵士乐需要与传统欧洲音乐不同的更为灵活多变的打击乐器形式，以适应各种新式风格的节奏要求，从而爵士鼓演奏技艺也变得更加复杂多变。

#### 吉他
爵士吉他泛指在不同爵士音乐风格中演奏的多种吉他。早期的爵士乐中的吉他为原音吉他，现在的爵士表演偶尔也使用原声吉他，但从1940年代开始，大多数吉他手已经演奏电子增强吉他或电吉他了。传统使用的电子吉他为空心拱顶吉他（archtop），其音箱宽而空心，有f型音孔，一个“浮桥”和一个电磁拾音器。到了1950年后，实心电吉他开始流行起来。

#### 钢琴
爵士钢琴在爵士音乐的发展中起着举足轻重的作用。由于乐手用钢琴演奏无论旋律还是和声都可得心应手，故钢琴在爵士音乐中可以担任多重角色。因此，对于爵士音乐家和作曲家，无论他们专精的乐器是否钢琴，钢琴都是他们教学爵士理论与编曲中的重要工具。
爵士钢琴家们也在爵士和弦上不断创新，增加了六度、九度、十三度等和弦。爵士钢琴家在即兴创作中，通过音阶、调式、琶音等进行和弦行进。

### 木管组

#### 单簧管
单簧管是一种常见的木管乐器，在吹口处固定一个簧片而得名。1910年代新奥尔良爵士兴起时，单簧管是爵士乐队中的核心乐器，到了1940年代大乐队时代仍保持着标志性乐器的地位。Larry Shield是1917年第一支商业上有记载的正宗迪克西兰爵士乐队中的单簧管演奏家。此外的早期爵士单簧管演奏家还有美国的Ted Lewis和Jimmie Noone等。
bB单簧管是最常见的爵士单簧管。部分早期爵士单簧管演奏家，如Alcide Nunez喜欢C调单簧管，很多新奥尔良爵士铜管乐队也用降E单簧管演奏。1930年代，摇摆爵士单簧管演奏家Benny Goodman, Artie Shaw和Woody Herman等在他们所在的大小型乐队中发挥着领军作用。活跃在1920年代到1970年代的乐队队长Duke Ellington也将单簧管作为其爵士作品中的主乐器。Barney Bigard, Jimmy Hamilton和Russell Procope等著名单簧管手的大部分演奏生涯也在Duke Ellington的乐队中渡过。而Ellington乐队中的上低音萨克斯管手Harry Carney，有时也会演奏低音单簧管。单簧管手Pee Wee Russell也一直在其小型爵士乐团中颇有名气。
1940年代后期，随着大乐队时代的退潮，单簧管走下了爵士乐队的中心舞台，而萨克斯管或因其演奏指法相对简单，可以更好地适应现代爵士音乐快节奏的行进速度，而逐步在爵士乐队中流行起来。尽管如此，单簧管并没有完全退出爵士乐队。在1950年代传统爵士复兴，其中典型代表有单簧管演奏家Acker Bilk的Bristol Paramount乐队，该乐队的部分曲目还进入了流行歌曲排行榜。

#### 萨克斯管
在萨克斯管组，所有萨克斯管演奏同一旋律线，偶尔中低音萨克斯管会同时加入低音长号和低音贝斯演奏低音线。一个大型爵士乐队的萨克斯管声部一般包括两个中音萨克斯、两个次中音萨克斯和一个中低音萨克斯。次中音萨克斯一般演奏复调旋律，有时也会领奏。人们常常期望萨克斯管手还会演奏单簧管、长笛或高音萨克斯。早期的爵士乐中，低音萨克斯一般作为低音线演奏乐器，不过这在今天已经很少见了。

### 铜管组

#### 长号
长号组一般包括三个次中音长号和一个低音长号。

#### 小号
小号手有时也会兼而演奏粗管短号。

#### 大号
大号于19世纪交响乐中第一次出现，是铜管乐中最大也是音域最低的乐器。当大号加入爵士乐队时，一般在室外演奏，演奏者一般称为“Jazz tubists”。

### 弦乐组

#### 小提琴
爵士提琴，如小提琴与电子小提琴，是爵士乐中的独奏乐器。尽管小提琴早在1910年代就已经在爵士唱片录制中演奏，它更多演奏的仍是民乐而非爵士。爵士音乐家Milt Hinton曾说过，小提琴在爵士乐中的没落也伴随着有声电影的诞生，因为在过去无声电影中，小提琴往往是伴奏乐器。在爵士—摇滚融合风中，使用的提琴是接入放大器的电子小提琴，并伴有哇音踏板或者失真嗡音器的音效。

#### 大提琴
大提琴是一种弓弦乐器，也是除了低音大提琴外最大的弓弦乐器。在爵士乐中，大提琴常常被调到第四弦。

### 人声
关于人声从何时起融入爵士乐往往没有一个统一的定论，因为爵士乐从1920年代起就与布鲁斯和流行乐有了相当的结合。Henry Martin和Keith Water曾在他们的著作Essential Jazz中归纳了爵士演唱的五个特征，其中三个分别是松散分句、蓝调音乐及自由旋律装饰等。在爵士创作和即兴中，爵士演唱往往可加入铜管组中。拟声唱法是一种即兴的歌唱方式，演唱特点是没有实义歌词和音节，甚至可以完全没有字。但正如其他乐器的演奏一样，尽管是即兴演唱，其旋律线通常在音阶、琶音、反复音节等处千变万化。拟声中音节的选择对爵士人声即兴十分关键，它直接影响到整个表演中音高的表现水准、乐曲的色彩和声音的交响。

## 曲目
爵士经典曲中收录的都是人们广泛欣赏、广为演奏和录制的经典曲目，也是爵士音乐家的宝贵财富。
爵士的另一大特色是“即兴”。以即兴为特色的爵士乐队也称为即兴乐队（jam bands）。一种常见的爵士即兴演奏法是将独奏乐手作为乐队演奏的焦点，淋漓尽致地展现他们的技艺与灵感。

## 历史
1915年后不久，一支新奥尔良的乐队开始采用“Jazz”或“Jass”作为其乐队名或代表其音乐风格。尽管队长Tom Brown声称他们是第一支使用“Jazz”一词的乐队，但遭到了原创迪克西兰爵士乐队成员Nick Larocca的反对。
也有记载认为“Jas”的第一次录制品是在1916年，爱迪生影业公司的Blue Amberol上，Collins和Harlan制作的一张命名为“That Funny Jaz Band from Dixieland”。第一张爵士唱片，正宗迪克西兰单步舞曲（Original Dixieland One-Step）是在1917年由Victor Talking Machine公司发行的。由于唱片上有“Original Dixieland ‘Jazz’ Band”字样，所以这是第一张标签上写有“Jazz”的唱片。后来，唱片遭到了关于版权侵犯的诉讼，故改名为“Dixie Jazz Band One-Step”。

## 著名的爵士乐队

### 五重奏
戴维斯五重奏（1965~1968）是20世纪最负盛名的小型爵士乐队之一，其成员有Wayne Shorter, Herbie Hancock, Ron Carter，和Tony Williams。Lee Koniz曾经这样评价这支乐队“他们无论是个人还是团体演奏，都是如此出色！”Michael Cuscuna也这样赞扬这支乐队“他们每一位成员都对作曲和演奏有独到精彩的见地，然而当他们一起完成一部作品时，却创作出了全新的音乐。真是太有才华了！”
另一支更早期的戴维斯五重奏（1955~1957）同样享誉乐坛。Miles Davis与乐队成员John Coltrane, Red Garland, Phillly Joe Jones和Paul Chambers在1955年的Newport爵士音乐节大放异彩。钢琴家Pete Jolly曾这样评价这支乐队：“这支乐队的节奏组实在出色！”此外，曾在这支乐队中表演的Chuck Berghofer更是豪言道“他们改变了音乐的历史”。还有一支影响甚广的乐队是1970年代和80年代的芝加哥艺术团。这支乐队是当今许多风格而前卫大胆的爵士家们的先锋。Vandermark曾这样评价这支乐队“整整十五年，这支乐队一直坚持完全的原创，创造即兴之美。”而Wadada Leo Smith也这样说道“我看过他们的现场表演。他们将舞台表演艺术提升到一个新的高度，使得Spontaneous剧院有了鲜明的主题和身份”。Oluyemi Thomas同样赞誉道“这支乐队让音乐容得下空间和沉默。他们独一无二的合作在音乐创作上也是无与伦比的。他们富有诗意和社会意识。他们积极影响了我的音乐风格和所有的音乐创作。”